# Megarthrus panda
Espèce
Megarthrus panda est une espèce de coléoptères de la famille des Staphylinidae et de la sous-famille des Proteininae.

## Répartition
Cette espèce est décrite du Yunnan.

## Étymologie
Cette espèce est nommée en référence au Panda roux (Ailurus fulgens) avec lequel elle partage la couleur générale du corps et les forêts de montagne du Yunnan.

## Publication originale
- (en) Zhiping Liu et Giulio Cuccodoro, « Megarthrus of China. Part 4. The M. hemipterus complex (Coleoptera, Staphylinidae, Proteininae), with description of a new species from Yunnan Province », ZooKeys, Sofia, Pensoft Publishers (d), vol. 1056,‎ 17 août 2021, p. 17-34 (ISSN 1313-2989 et 1313-2970, OCLC 248547717, DOI 10.3897/ZOOKEYS.1056.66553).